# Persone di nome Jean/Calciatori
| Questa pagina contiene informazioni ricavate automaticamente dalle voci biografiche con l'ausilio del template Bio e di un bot. L'aggiornamento è periodico e automatico e ricostruisce completamente la pagina. Se manca una persona in questa lista, sei pregato di non aggiungerla, ma accertati piuttosto che la sua voce biografica contenga il template Bio e che i dati anagrafici siano correttamente compilati. Se il template Bio manca, inseriscilo tu stesso o, in alternativa, metti l'avviso {{tmp\|Bio}} che ne segnala la mancanza. Se i dati riportati sono sbagliati, correggi direttamente la voce biografica; le modifiche saranno visibili in questa lista entro pochi giorni. Per chiarimenti vedi il progetto antroponimi. La lista contiene solo le 145 persone che sono citate nell'enciclopedia e per le quali è stato implementato correttamente il template Bio. Pagina aggiornata al 6 ago 2025. |

Questa è una lista di persone presenti nell'enciclopedia che hanno il nome Jean e sono calciatori.

## A(6)
- Jean Sony Alcénat, ex calciatore haitiano (Port-au-Prince, n. 1986)
- Jean Altidor, ex calciatore haitiano (n. 1977)
- Pascal Angan, ex calciatore beninese (Odienné, n. 1986)
- Jean Luc Gbayara Assoubre, calciatore ivoriano (Lakota, n. 1992)
- Jean Coral, ex calciatore brasiliano (Içara, n. 1988)
- Jean Carioca, ex calciatore brasiliano (Rio de Janeiro, n. 1988)

## B(15)
- Jean Baeza, calciatore francese (Algeri, n. 1942 - Cannes, † 2011)
- Jean Baratte, calciatore e allenatore di calcio francese (Lambersart, n. 1923 - Faumont, † 1986)
- Jean Barrientos, calciatore uruguaiano (Montevideo, n. 1990)
- Jean Bastien, calciatore e allenatore di calcio francese (Orano, n. 1915 - Marsiglia, † 1969)
- Jean Beausejour, ex calciatore cileno (Santiago, n. 1984)
- Jean Belver, calciatore francese (Villeurbanne, n. 1921 - Mâcon, † 2016)
- Jean Rémy Bitana, ex calciatore ruandese (n. 1983)
- Jean Carlos Blanco, calciatore colombiano (Villa del Rosario, n. 1992)
- Jean Borg, calciatore maltese (La Valletta, n. 1998)
- Jean Botué, calciatore burkinabé (n. 2002)
- Alexandre Boucicaut, ex calciatore haitiano (Port-au-Prince, n. 1981)
- Jean Bouli, ex calciatore camerunese (Douala, n. 1980)
- Jean Boyer, calciatore francese (Vitry-sur-Seine, n. 1901 - Parigi, † 1981)
- Jean Brichaut, calciatore belga (Liegi, n. 1911 - † 1962)
- Jean Butez, calciatore francese (Lilla, n. 1995)

## C(9)
- Jean Calvé, ex calciatore francese (Cormeilles-en-Parisis, n. 1984)
- Jean Capelle, calciatore belga (Liegi, n. 1913 - Liegi, † 1977)
- Jean Pedroso, calciatore brasiliano (Carambeí, n. 2004)
- Jean Castaneda, ex calciatore francese (Saint-Étienne, n. 1957)
- Jean Caudron, calciatore belga (Liegi, n. 1895 - † 1963)
- Jean Carlos Cedeño, calciatore panamense (n. 1985)
- Augustin Chantrel, calciatore francese (Mers-les-Bains, n. 1906 - † 1956)
- Jean Claessens, calciatore belga (Anderlecht, n. 1908 - † 1978)
- Jean Carlos Colorado, calciatore colombiano (El Cerrito, n. 2000)

## D(16)
- Jean De Bie, calciatore belga (Uccle, n. 1892 - Bruxelles, † 1961)
- Jean De Clercq, calciatore e allenatore di calcio belga (Anversa, n. 1905 - Zoersel, † 1984)
- Jean De Fernex, calciatore italiano (Torino, n. 1885 - Olgiate Olona, † 1936)
- Jean Degouve, calciatore francese (Bléharies, n. 1889)
- Jean Deloffre, ex calciatore francese (Combles, n. 1939)
- Jean Deretti, ex calciatore brasiliano (Jaraguá do Sul, n. 1993)
- Jean Desgranges, calciatore francese (Persan, n. 1929 - Saint-Cloud, † 1996)
- Jean Deza, calciatore peruviano (Callao, n. 1993)
- Jean Dika Dika, ex calciatore camerunese (Douala, n. 1979)
- Jean Dockx, calciatore belga (Sint-Katelijne-Waver, n. 1941 - † 2002)
- Jean Carlos Dondé, ex calciatore brasiliano (Canoinhas, n. 1983)
- Jean Marie Dongou, ex calciatore camerunese (Douala, n. 1995)
- Jean Dubly, calciatore francese (Tourcoing, n. 1886 - Tourcoing, † 1953)
- Jean Ducret, calciatore francese (Suresnes, n. 1887 - Vaucresson, † 1975)
- Jean Carlos de Brito, calciatore brasiliano (Goiânia, n. 1995)
- Jean Lucas Oliveira, calciatore brasiliano (Rio de Janeiro, n. 1998)

## E(2)
- Jean Efala, calciatore camerunese (Nkon, n. 1992)
- Jean Elias, ex calciatore brasiliano (n. 1969)

## F(9)
- Jean Facchinetti, calciatore svizzero (Neuchâtel, n. 1904 - Neuchâtel, † 1965)
- Jean Paul Farrugia, calciatore maltese (Pietà, n. 1992)
- Jean Feller, calciatore lussemburghese (Tétange, n. 1919 - Niederkorn, † 1997)
- Jean Paulo Fernandes Filho, calciatore brasiliano (Salvador, n. 1995)
- Jean Ferreira Narde, ex calciatore brasiliano (Feira de Santana, n. 1979)
- Jean Fidon, calciatore francese (Meaux, n. 1906 - Saint-Germain-en-Laye, † 1992)
- Jean Fievez, calciatore belga (Bruxelles, n. 1910 - † 1997)
- Jean Forestier, calciatore svizzero (Ginevra, n. 1879 - Parigi, † 1957)
- Eugène Fraysse, calciatore francese (Parigi, n. 1870 - Parigi, † 1950)

## G(7)
- Jean Gallice, ex calciatore francese (Bordeaux, n. 1949)
- Georges Garnier, calciatore, velocista e mezzofondista francese (Parigi, n. 1878 - Parigi, † 1936)
- Jimmy Gatété, ex calciatore ruandese (Bujumbura, n. 1982)
- Jean Gautheroux, calciatore francese (Lalinde, n. 1909 - Maisons-Alfort, † 1986)
- Jean Grumellon, calciatore francese (Saint-Servan-sur-Mer, n. 1923 - Saint-Malo, † 1991)
- Jean Grégoire, calciatore e allenatore di calcio francese (Valence, n. 1922 - † 2013)
- Jean Guillot, calciatore e allenatore di calcio francese (Argenteuil, n. 1941 - Montmorillon, † 1996)

## H(5)
- Jean Haag, calciatore svizzero (n. 1895 - † 1976)
- Jean Harbor, ex calciatore statunitense (n. 1965)
- Jean Hugonet, calciatore francese (Parigi, n. 1999)
- Jean Hédiart, calciatore francese (Laon, n. 1931 - Reims, † 2004)
- Jean Marcelin, calciatore francese (Le Port, n. 2000)

## I(1)
- Jean Irmer, calciatore brasiliano (n. 1994)

## J(3)
- Jean Jadot, calciatore belga (Vottem, n. 1928 - Liegi, † 2007)
- Jean Janssens, ex calciatore belga (Beveren, n. 1944)
- Jean Onana, calciatore camerunese (Yaoundé, n. 2000)

## K(4)
- Jean Kaltack, calciatore vanuatuano (n. 1994)
- Jean Kasusula, ex calciatore della Repubblica Democratica del Congo (Kisangani, n. 1982)
- Jean Romaric Kevin Koffi, calciatore ivoriano (Aboisso, n. 1986)
- Jean Evrard Kouassi, calciatore ivoriano (N'Damien, n. 1994)

## L(8)
- Jean Laurent, calciatore francese (Maisons-Alfort, n. 1906 - Bourbon-l'Archambault, † 1995)
- Jean Thierry Lazare, calciatore ivoriano (Diégonéfla, n. 1998)
- Jean Le Bidois, calciatore francese († 1927)
- Jean Lechantre, calciatore francese (Taintignies, n. 1922 - Lilla, † 2015)
- Jean Patric, calciatore brasiliano (Itaparica, n. 1997)
- Jean Lomami, ex calciatore ruandese (Bujumbura, n. 1982)
- Jean Loubière, calciatore francese (n. 1892 - † 1915)
- Jean Luciano, calciatore francese (Nizza, n. 1921 - Tourrette-Levens, † 1997)

## M(9)
- Jean Makoun, ex calciatore camerunese (Yaoundé, n. 1983)
- Jean Victor Maleb, calciatore vanuatuano (n. 1986)
- Jean Mangabeira, calciatore brasiliano (Anápolis, n. 1997)
- Jean Márquez, calciatore guatemalteco (Città del Guatemala, n. 1985)
- Jean Massard, calciatore lussemburghese (Lussemburgo, n. 1894 - Lussemburgo, † 1930)
- Jean Mathonet, calciatore belga (Bévercé, n. 1925 - Malmedy, † 2004)
- Jean Meneses, calciatore cileno (Santiago, n. 1993)
- Jean Monuma, calciatore haitiano (Léogâne, n. 1982)
- Jean Mota, calciatore brasiliano (San Paolo, n. 1993)

## N(5)
- Jean N'Guessan, calciatore ivoriano (Daloa, n. 2003)
- Jean Naprapol, calciatore vanuatuano (n. 1980)
- Jean Nicolas, calciatore francese (Nanterre, n. 1913 - Parigi, † 1978)
- Jean Nicolay, calciatore belga (Liegi, n. 1937 - † 2014)
- Jean Felipe, calciatore brasiliano (Toledo, n. 1994)

## O(2)
- Jean Oleksiak, ex calciatore francese (Villuis, n. 1935)
- Sylvio Ouassiero, ex calciatore francese (Saint-Benoît, n. 1994)

## P(8)
- Jean Philippe Peguero, ex calciatore haitiano (Port de Paix, n. 1981)
- Jean Petit, calciatore e allenatore di calcio francese (Tolosa, n. 1949 - Nizza, † 2024)
- Jean Petit, calciatore belga (Liegi, n. 1914 - † 1944)
- Jean Picy, calciatore francese (Parigi, n. 1893 - Nizza, † 1967)
- Jean Paul Pineda, calciatore cileno (Santiago del Cile, n. 1989)
- Jean Plaskie, calciatore belga (Laeken, n. 1941 - Strombeek-Bever, † 2017)
- Landry Poulangoye, ex calciatore gabonese (Port-Gentil, n. 1976)
- Jean Pyerre, calciatore brasiliano (Alvorada, n. 1998)

## R(8)
- Romario Rakotoarisoa, calciatore malgascio (Antananarivo, n. 1994)
- Jean Dieu-Donné Randrianasolo, calciatore malgascio (n. 1989)
- Jean Patrick, calciatore brasiliano (São Miguel do Iguaçu, n. 1992)
- Jean Paulista, ex calciatore brasiliano (Sertãozinho, n. 1977)
- Jean Carlos Rodríguez, calciatore cubano (n. 1999)
- Jean Rosso, calciatore uruguaiano (Montevideo, n. 1997)
- Jean Garry Rubin, calciatore haitiano (n. 1989)
- Jean Ruiz, calciatore francese (Guebwiller, n. 1998)

## S(10)
- Jean Jules, calciatore camerunese (Yaoundé, n. 1998)
- Jean Cléber, calciatore brasiliano (Santo André, n. 1990)
- Jean Schmit, calciatore lussemburghese (Dudelange, n. 1915 - Dudelange, † 1991)
- Johnny Schuth, ex calciatore francese (Saint-Omer, n. 1941)
- Jean Seri, calciatore ivoriano (Grand-Béréby, n. 1991)
- Jean Carlos Silva Rocha, calciatore brasiliano (Prata, n. 1996)
- Jean Carlos Solórzano, calciatore costaricano (Nicoya, n. 1988)
- Jean Swiatek, calciatore francese (Dusnik, n. 1921 - Talence, † 2017)
- Jean Marie Sylla, calciatore guineano (Conakry, n. 1983 - † 2025)
- Jean Sécember, calciatore francese (Tourcoing, n. 1911 - Tourcoing, † 1990)

## T(3)
- Jean Taillandier, ex calciatore francese (Auzances, n. 1938)
- Jean Tamini, calciatore svizzero (Monthey, n. 1919 - † 1993)
- Jean Templin, calciatore polacco (Baranowicz, n. 1928 - Vandoeuvre, † 1980)

## V(7)
- Jean Carlos Vicente, calciatore brasiliano (Cornélio Procópio, n. 1992)
- Jean Raphael Vanderlei Moreira, calciatore brasiliano (Campo Grande, n. 1986)
- Jean Valin, calciatore lussemburghese (Bonnevoie, n. 1899 - Lussemburgo, † 1983)
- Jean Van Steen, calciatore belga (Willebroek, n. 1929 - † 2013)
- Jean Vanek, ex calciatore lussemburghese (n. 1969)
- Fabien Vorbe, ex calciatore haitiano (Port-au-Prince, n. 1990)
- Jan Paul van Hecke, calciatore olandese (Arnemuiden, n. 2000)

## W(5)
- Jean Wagner, ex calciatore lussemburghese (n. 1969)
- Jean Christ Wajoka, calciatore francese (n. 1992)
- Jean Wendling, ex calciatore francese (Bischheim, n. 1934)
- Jean Wettstein, ex calciatore francese (Mulhouse, n. 1933)
- Jean Carlo Witte, ex calciatore brasiliano (Blumenau, n. 1977)

## Y(1)
- Jean Robert Yelou, calciatore vanuatuano (n. 1983)

## Z(2)
- Jean Zimmer, calciatore tedesco (Bad Dürkheim, n. 1993)
- Jean Zimmermman, calciatore francese